# 孙宣雅
孙宣雅，渤海(今山东阳信南)人，隋末农民起义军领袖。
大业九年（613年），起义于豆子冈(今山东惠民境内)，聚众十万余人，称“齐王”。先后会合王薄、郝孝德等起义部队，南攻章丘(山东章丘)，并与张金称、高士达部合兵攻破黎阳仓(今河南浚县)，活动于河北一带。后不详。